# Station Białowieża Pałac
Station Białowieża Pałac was een spoorwegstation in de Poolse plaats Białowieża.